# Walli
Walli, de son vrai nom André Van der Elst, né le 6 avril 1952 à Schaerbeek (région de Bruxelles-Capitale) et mort le 23 juin 2021 à Neder-Over-Heembeek, est un dessinateur de bande dessinée belge.

## Biographie
André Jean Henri Van der Elst naît le 6 avril 1952 à Schaerbeek, une commune bruxelloise. Walli dessine déjà des bandes dessinées à l'école. Chaque année, il envoie ses travaux à la rédaction du Journal de Tintin, il reçoit même une lettre d'encouragement d'Hergé. Il suit les cours de l'école normale Charles Buls à Bruxelles. Walli est instituteur de formation. Il effectue un service civil. Cherchant à se perfectionner, il prend des cours le samedi après-midi chez Géri, qui l'introduira chez le rédacteur en chef de Tintin, Henri Desclez. Ce dernier l'envoie chez Daniel Hulet pour faire des essais sur San Antonio et apprendre les ficelles du métier. Walli publie en 1977 dans Tintin sa première série intitulée L'Œuf. Aux côtés de Bertrand Dupont, il réalise ensuite le dessin de Touky le Toucan, série animalière publiée en 1977 et 1978 par les éditions du Lombard sur des scénarios de Bob de Groot. Pour le magazine néerlandais Eppo, il dessine Kommerkat à la suite de Uco Egmond.
En 1980, année charnière pour l'auteur, il assiste Turk et De Groot sur Clifton (Une panthère pour le colonel), puis il reprend la série Modeste et Pompon, une création de Franquin aidé rapidement au scénario par Bom. La même année, il réalise également Cosmic Connection,, une série qui traite notamment des problèmes écologiques, toujours avec Bom au scénario.
En 1983, Walli s'essaie sur la reprise d'un personnage Klaxon,, une création mineure de Raymond Macherot sur un court récit de quatre planches, puis il reprend la série Chlorophylle, une autre création de Raymond Macherot après un premier épisode scénarisé par Bob De Groot puis avec Bom au scénario, jusqu'en 1989. En 1988, il publie dans Pif Gadget, un court récit d'Hercule sur un scénario de François Corteggiani. En 1990, le tandem Walli-Bom créera Gil Sinclair, héros aviateur série publiée d'abord dans le magazine Hello Bédé puis en quatre albums aux éditions du Lombard de 1990 à 1994. Ce même duo d'auteurs crée encore la série Sam et Katz, détectives de l'impossible, publiée dans les périodiques Tremplin, Bonjour des éditions Averbode.
En 2004, il se concentre sur l'illustration de livres pour enfants.
D'autre part, Walli est astronome amateur depuis son adolescence et il est l’un des membres fondateurs de l’association info-Cosmos. Il publie dans ce domaine : Astro-tests - Tests du matériel d'observation de l'astronome (Vuibert, 2008) (BNF 41276067).
En 2008, il publie un livre Le Vélo vert autour de Bruxelles : 25 promenades nature  (ISBN 978-2-87466-021-4) sous son vrai patronyme dans lequel il fait partager sa passion du vélo et son amour de Bruxelles, publié chez Jourdan le Clercq.
En 2009, avec Bom, il publie un ouvrage Le Vol de l'Agneau Mystique : l'histoire d'une incroyable énigme  (ISBN 978-2-87466-086-3).

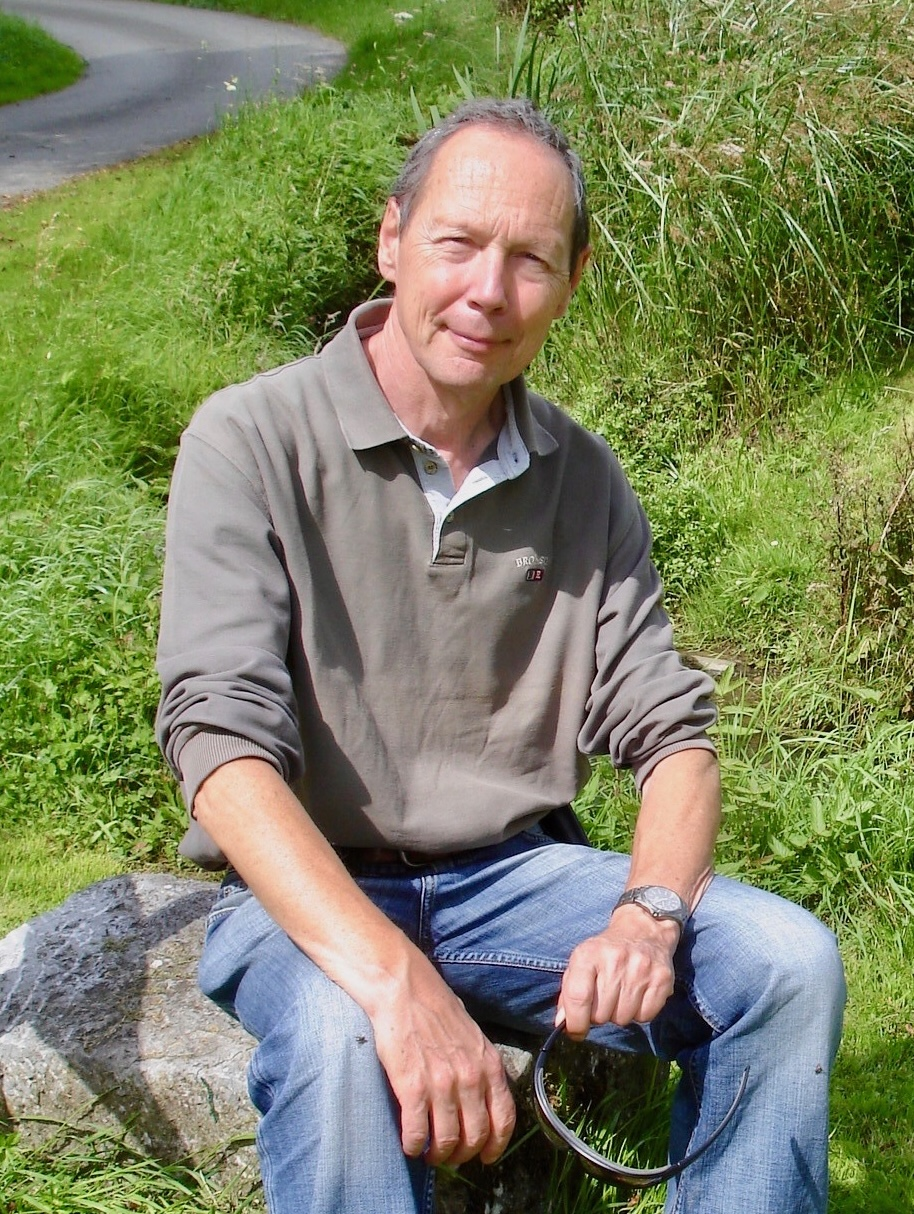
Walli en 2016.

Le 1er avril 2016, il publie un livre Les Plus Belles Balades à vélo : 12 boucles en famille à Bruxelles  (ISBN 978-2873869663) sous son vrai patronyme dans lequel il revient sur sa passion du vélo et son amour de Bruxelles, publié chez Éditions Racine.
Son graphisme est caractérisé par un trait vif et rond, rappelant celui de Dupa.
Il meurt le 23 juin 2021, à 69 ans, à Neder-Over-Heembeek où il demeurait,,.

## Œuvres

### Albums de bande dessinée

#### Modeste et Pompon
- 1. Fin festin de fines facéties[20], Le Lombard, coll. « BédéChouette », Bruxelles, mars 1985
Scénario : Bom - Dessin : Walli - Couleurs : quadrichromie -  (ISBN 2-8036-0525-2)
- 2. Ah ! Ça rira, ça rira !, Le Lombard, coll. « BédéChouette », Bruxelles, mars 1986
Scénario : Bom - Dessin : Walli - Couleurs : quadrichromie -  (ISBN 2-8036-0552-X)
- 3. Le Chinois à dix têtes, Le Lombard, coll. « BédéChouette », Bruxelles, janvier 1987
Scénario : Bom - Dessin : Walli - Couleurs : quadrichromie -  (ISBN 2-8036-0601-1)
- 4. Pour le meilleur et pour le rire !, Le Lombard, coll. « BédéChouette », Bruxelles, septembre 1987
Scénario : Bom - Dessin : Walli - Couleurs : quadrichromie -  (ISBN 2-8036-0633-X)
- La Mémoire volatile[21], Productions Walibi, Wavre, 1984
Scénario : Bom - Dessin : Walli - Couleurs : quadrichromie,sous-titré : Une aventure de Modeste et Pompon à Walibi. Album promotionnel.

#### Chlorophylle
- 11. Barrages, Le Lombard, Bruxelles, septembre 1986
Scénario : Bob de Groot - Dessin : Walli - Couleurs : quadrichromie -  (ISBN 2-8036-0570-8)
- 12. Les Trois Mercenaires, Le Lombard, Bruxelles, février 1987
Scénario : Bom - Dessin : Walli - Couleurs : quadrichromie -  (ISBN 2-8036-0604-6)
- 13. Le Testament d'Anthracite, Le Lombard, Bruxelles, janvier 1988
Scénario : Bom - Dessin : Walli - Couleurs : quadrichromie -  (ISBN 2-8036-0665-8)
- 14. Le Combat des mages, Le Lombard, Bruxelles, février 1989
Scénario : Bom - Dessin : Walli - Couleurs : quadrichromie -  (ISBN 2-8036-0734-4)

#### Gil Sinclair(1990-1994)
- 1. L'Île truquée[22], Le Lombard, Bruxelles, décembre 1990
Scénario : Bom - Dessin : Walli - Couleurs : Dominique de Hollogne -  (ISBN 2-8036-0897-9)
- 2. Le Carnet rouge, Le Lombard, Bruxelles, octobre 1991
Scénario : Bom - Dessin : Walli - Couleurs : quadrichromie -  (ISBN 2-8036-0957-6)
- 3. Mission nid d'aigle, Le Lombard, Bruxelles, avril 1993
Scénario : Bom - Dessin : Walli - Couleurs : quadrichromie -  (ISBN 2-8036-1026-4)
- 4. Le Murmure de Berlin, Le Lombard, Bruxelles, juillet 1994
Scénario : Bom - Dessin : Walli - Couleurs : quadrichromie -  (ISBN 2-8036-1088-4)

#### Collectifs
- 35 ans du journal Tintin - 35 ans d'humour[23], Le Lombard, Bruxelles, septembre 1981
Scénario et couleurs : collectif - Dessin : collectif dont WalliPréface de Raymond Leblanc.
- L'Agenda du journal Tintin 1984[24], Le Lombard, Bruxelles, 1983
Scénario et couleurs : collectif - Dessin : collectif dont Walli -  (ISBN 2-8036-0421-3)
- Pétition - À la recherche d'Oesterheld et de tant d'autres[25],[26] !, Amnesty International, Bruxelles, 1986
Scénario : collectif - Dessin : collectif dont Walli - Couleurs : noir et blanc
- L'Aventure du journal Tintin - 40 ans de bande dessinée[27], Le Lombard, Bruxelles, novembre 1986
Scénario et couleurs : collectif - Dessin : collectif dont Walli -  (ISBN 2-8036-0574-0)
- 2. Parodies 2 - ... par leurs vrais auteurs ![28], M.C. Productions, Toulon, novembre 1988
Scénario : collectif - Dessin : collectif dont Walli - Couleurs : quadrichromie -  (ISBN 2-87764-011-6),Participation : Modiste et plomplom (2 planches), Chloroplaymate (2 planches).

### En revues et journaux
| Titre                             | Numéro début | Numéro fin  | Année | Nombre de planches | Commentaire                       |
| --------------------------------- | ------------ | ----------- | ----- | ------------------ | --------------------------------- |
| Vacances insolites                | no 11        | no 11       | 1982  | 5                  |                                   |
| Les Super-héros sont parmi nous   | Super no 19  | Super no 19 | 1982  | 3                  |                                   |
| La Mémoire volatile               | no 26        | no 31       | 1983  |                    |                                   |
| Vacances chinoises                | no 26        | no 26       | 1984  | 15                 | Couverture du no 26               |
| Le Fou de la loterie              | no 17        | no 17       | 1985  | 14                 | Couverture Modeste a trente ans ! |
| Ah! Sahara, Sahara !              | Super no 29  | Super no 29 | 1985  | 8                  |                                   |
| Le Chinois à 10 têtes             | no 29        | no 32       | 1985  |                    | Couverture du no 29               |
| Les Visiteurs du rire             | Super no 32  | Super no 32 | 1986  | 3                  |                                   |
| Les Feux de la crampe             | Super no 34  | Super no 34 | 1986  | 6                  |                                   |
| Brigandage tendre et tête de bois | Super no 36  | Super no 36 | 1987  | 6                  |                                   |
| Le Secret du K.B.D.               | no 20        | no 26       | 1987  |                    | Couverture du no 20               |
| Nostalgie secrète                 | Super no 37  | Super no 37 | 1987  | 2                  |                                   |
| Destination 1935                  | no 27        | no 37       | 1988  |                    | Couverture du no 27               |